# Puspalpur
Puspalpur (nep. पुष्पालपुर) – gaun wikas samiti w środkowej części Nepalu w strefie Dźanakpur w dystrykcie Dhanusa. Według nepalskiego spisu powszechnego z 2011 roku liczył on 524 gospodarstwa domowe i 2594 mieszkańców (1317 kobiet i 1277 mężczyzn).